# بابالو (مقاطعة تشالدران)
بابالو (بالفارسية: بابالو) هي منطقة سكنية تقع في قسم تشالدران الشمالي الريفي (مقاطعة تشالدران) في إيران. يقدر عدد سكانها بـ 354 نسمة .